# Marcel Meisen
Marcel Meisen   (Stolberg, 8 de gener de 1989) és un exciclista alemany professional des del 2008 i al 2025. Combinà el ciclocròs amb la carretera.

## Palmarès en ciclocròs
- 2007-2008
  -  Campió d'Alemanya sub-23 en ciclocròs
- 2014-2015
  -  Campió d'Alemanya en ciclocròs
- 2016-2017
  -  Campió d'Alemanya en ciclocròs
- 2017-2018
  -  Campió d'Alemanya en ciclocròs
- 2018-2019
  -  Campió d'Alemanya en ciclocròs
- 2019-2020
  -  Campió d'Alemanya en ciclocròs
  - 1r a l'EKZ CrossTour
- 2020-2021
  -  Campió d'Alemanya en ciclocròs
- 2021-2022
  -  Campió d'Alemanya en ciclocròs
- 2023-2024
  -  Campió d'Alemanya en ciclocròs
- 2024-2025
  -  Campió d'Alemanya en ciclocròs

## Palmarès en carretera
- 2011
  - Vencedor d'una etapa del Tríptic de les Ardenes
- 2012
  - Vencedor d'una etapa de la Mi-août en Bretagne
- 2013
  - Vencedor d'una etapa dels Boucles de la Mayenne
  - Vencedor d'una etapa del Tour d'Alsàcia
  - Vencedor d'una etapa del Baltic Chain Tour
- 2015
  - Vencedor d'una etapa del Tour de Gironda
  - Vencedor d'una etapa de la Volta a l'Alta Àustria
- 2017
  - Vencedor d'una etapa del Tríptic de les Ardenes
- 2020
  -  Campió d'Alemanya en ruta